# 山田川清太郎
山田川 清太郎（やまだがわ せいたろう、1886年3月2日 - 1951年7月24日）は、現在の富山県高岡市出身で稲川部屋に所属した大相撲力士。本名は山田 清太郎。最高位は西前頭13枚目。168cm、92kg。

## 来歴
1908年1月、幕下付出で初土俵。1911年6月新十両。1912年5月場所、宇都宮新八郎と6勝1預かりと6戦全勝の土つかず同士で千秋楽に対戦、これに勝って7勝1預かりで十両優勝を果たす。翌1913年5月場所では宇都宮とともに新入幕となるが、直前の東西合併相撲で大坂相撲の力士2名に暴行され重傷を負ってしまう。このため新入幕場所は初日から休場、5日目から途中出場するも1勝2敗1預かりで9目から再休場。結局この1勝が幕内であげた唯一の白星になってしまう。その後十両を2場所つとめたが成績は振るわず1915年1月廃業。その後は妻の郷里の千葉県館山市で暮らした。

## 成績
- 幕内通算成績:1場所1勝2敗6休1預
- 十両優勝1回

## 改名
改名歴なし